# Маленькая Сирия

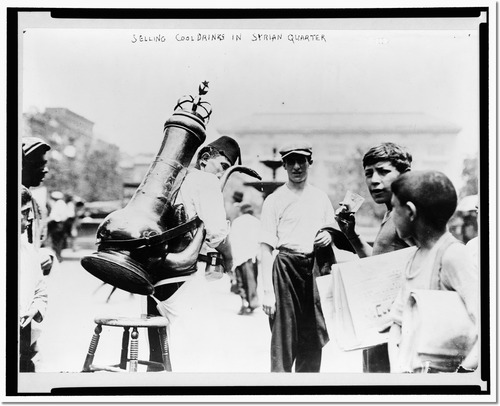
Сирийский торговец прохладительными напитками в Нижнем Манхэттене, 1908 год

Ма́ленькая Си́рия (англ. Little Syria) — арабский квартал, располагавшийся в Нижнем Манхэттене с конца 1880-х до 1940-х годов.

## Описание
Квартал находился на улице Вашингтон-стрит между Бэттери-парком и улицей Ректор-стрит. Маленькая Сирия занимала в том числе территорию, где ныне находится мемориал Всемирного торгового центра. Так, при разборе завалов после терактов 11 сентября был обнаружен угловой камень маронитской церкви святого Иосифа. Со временем значительная часть обитателей квартала переехала на Атлантик-авеню в Бруклине, где ныне проживает крупнейшая арабская диаспора Нью-Йорка, а сам квартал был практически полностью снесён при строительстве въезда в тоннель Бруклин — Бэттери.
Подавляющее большинство жителей квартала составляли арабоязычные христиане, мелькиты и марониты. Будучи зимми, они иммигрировали из Османской империи с территорий, на которых ныне находятся Сирия и Ливан, во избежание религиозных гонений и нищеты. Приблизительно 5% жителей квартала были палестинскими мусульманами. Христиане жили на Вашингтон-стрит к югу от будущего комплекса Всемирного торгового центра. Они построили три церкви, в том числе мелькитскую церковь Георгия Победоносца, ныне являющуюся одной из достопримечательностей Нью-Йорка. Кроме арабов, в Маленькой Сирии проживали греки, турки, армяне, словаки, поляки, венгры, литовцы, украинцы, чехи и ирландцы.

## В литературе

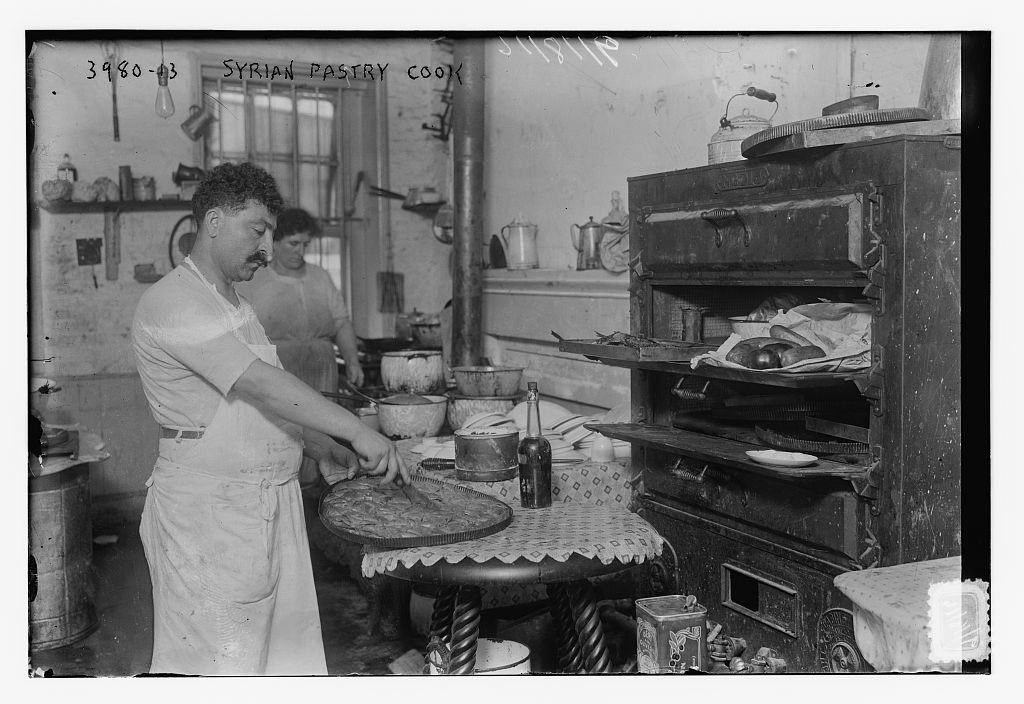
Сирийский повар, готовящий пахлаву (1916)

В книге 2016 года «Чужие на Западе» описываются первые годы формирования общины, с 1880 по 1900 год, приводятся имена и профессии первых иммигрантов в этом районе, их биография, а также история развития района. В книге подробно рассматриваются проблемы, с которыми сталкивались иммигранты, в том числе развитие журналистики, медицинской помощи, образовательных учреждений, судебных разбирательств, а также вклад Всемирной выставки 1893 года в Чикаго в быстрое расширение этого района и его популярность в Нью-Йорке. Этот район является местом действия романа «Голем и Джинн» Хелен Векер, изданного в 2013 году.